# Frère Boudin
Frère Boudin est une série de bande dessinée parue la première fois en 1976 dans Achille Talon magazine numéro 5.
- Scénario : Greg.
- Dessins : Marin.

## Synopsis
Frère Boudin est un moine souriant, pourvu d’un tour de taille rondelet. Vêtu d’une malheureuse robe de bure, armé d’un simple baluchon, il parcourt un Moyen Âge idéalisé à la recherche du fameux tibia sacré de saint Mesquin.

## Albums aux éditionsDargaud
- Tome 1 : Le tibia sacré en 1977.
- Tome 2 : L’Os à voile en 1978[1].

À noter qu'il était prévu initialement un tome 3 : L'Os rosse des sables. Mais celui-ci n'est jamais paru.